# جولیان کاردینال
جولیان کاردینال (انگلیسی: Julien Le Cardinal؛ زادهٔ ۳ اوت ۱۹۹۷) بازیکن فوتبال اهل فرانسه است که در پست مدافع بازی می‌کند.